# Severstal
Severstal (ros. Северсталь, ang. Severstal, pol. Siewierstal; dosł. „Północna Stal”) – rosyjska spółka z siedzibą w Czerepowcu założona w 1993 roku, działająca głównie w branży hutniczej i górniczej. Spółka PAO Severstal to jedna z wiodących na świecie, pionowo zintegrowanych spółek górniczo-hutniczych. Począwszy od 2009 roku przedsiębiorstwo jest jednym z największych producentów stali w Rosji. Większość akcji spółki należy do Aleksieja Mordaszowa.
W skład grupy Severstal wchodzą dwa oddziały: Siewierstal Rossijskaja Stal, do której należą duże zakłady przemysłowe, głównie na terenie Rosji; oraz Siewierstal Resurs, w skład której wchodzą aktywa wydobywcze, głównie w Rosji, co zapewnia jej ciągłe dostawy surowców.

## Historia
Początki przedsiębiorstwa sięgają jeszcze 1930 roku, kiedy na półwyspie Kolskim odkryto złoża rud żelaza, a następnie duże złoża węgla w rejonie dzisiejszego miasta Peczora. Te dwa czynniki pozwoliły na usytuowanie w północno-zachodniej części Rosji trwałego przemysłu stalowego.
W 1940 roku rząd radziecki wydał uchwałę „w sprawie organizacji produkcji stali w północno-zachodniej części ZSRR”, która przyczyniała się do tworzenia huty stali w Czerepowcu. Budowę obiektu przyspieszono po zakończeniu wojny, i otwarto ją w dniu 24 sierpnia 1955 roku. W kolejnych latach następował silny rozwój huty czyniąc Czerepowiec głównym ośrodkiem produkcji stali w Związku Radzieckim.
W dniu 24 września 1993 roku dekretem prezydenta Rosji Borysa Jelcyna, zakłady produkcyjne stali przekształcono poprzez prywatyzację w otwartą spółkę akcyjną Siewierstal.
Spółka jest notowana na Giełdzie Papierów Wartościowych w Londynie, Moskwie oraz na Frankfurter Wertpapierbörse.
Przedsiębiorstwo jest właścicielem i głównym sponsorem klubu hokejowego Siewierstal Czerepowiec.